# ماریا معلوف
ماریا معلوف (عربی: ماريا معلوف؛ زادهٔ ۱۹۶۸) روزنامه‌نگار، گوینده، ناشر و نویسنده لبنانی است که بخاطر اجرای برنامه تلویزیونی بدون رقیب در «نیو تی وی» شهرت زیادی پیدا کرد. این برنامه به عنوان یک برنامه تلویزیونی که سه سال مستمر و بدون وقفه اجرا شده بود انتخاب گردید، ماریا معلوف در سال ۲۰۱۳ به جایزه زن سال در جشنواره زحله (زحله نام یک روستا یا شهرک نیز می‌باشد که در لبنان قرار دارد) برای نوآوری نائل گردید.

## زندگی‌نامه
ماریا در زحله متولد شد، وی وابسته به خانواده‌ای است که در طول دوره‌های مختلف تأثیر زیادی در حیات فکری و ادبی در لبنان و کشورهای عربی داشته‌اند. وی تحت تأثیر محصولات فرهنگی و فکری نویسندگان و ادیبان و سیاسیون این خانواده در داخل کشور یا در خارج از کشور قرار داشته‌است.
ماریا معلوف دبیرستان خودش را در دبیرستان راهبه‌های خانواده مقدس به پایان رساند. وی سپس به دانشگاه لبنان دانشکده علوم اجتماعی راه یافت. وی تز لیسانس خود تحت عنوان: «تاریخ سیاسی خاندان هراوی» در گرامیداشت و بزرگداشت رئیس‌جمهور سابق لبنان الیاس هراوی را با موفقیت به نگارش درآورد، وی توانست دیپلم در پژوهشهای عالی به نام (الغای طائقه‌گرایی سیاسی بین موافقین و مخالفین) را بدست بیاورد. وی دانشنامه و تز خود را با نوشتن مقاله‌های متعدد و بحث و بررسی‌های گوناگون و برگزاری کنفرانس‌ها و سمینارهای متعدد در لبنان و دیگر کشورهای عربی تقویت نمود.

## فعالیت‌ها
ماریا تهیه‌کننده و مجری برنامه سیاسی بدون رقیب در کانال «نیو تی وی» بود، وی در این برنامه توانست طی ۱۵۰ حلقه از این برنامه با ۱۴۰۰ شخصیت عربی و غربی از روسای جمهور و وزراء و… مصاحبه و گفتگو انجام بدهد، وی همچنین مجری برنامه «با ماریا معلوف» در کانال «ان بی ان» لبنان بود، علاوه بر این وی برنامه خودش به نام بدون رقیب را در کانال المتوسط لیبی به اجرا درآورد. کما اینکه در کانال المحور مصر نیز یک برنامه سیاسی عربی را به اجرا گذاشت. وی قبل از درگذشت یاسر عرفات با وی به گفتگو نشست و آن را پخش نمود. ماریا همچنین مالک چاپخانه و انتشارات دارالخلیج می‌باشد که دو مجله آینه خلیج و بنکو را منتشر می‌کند، مجله آینه خلیج یک مجله اقتصادی –اجتماعی و فرهنگی است، مجله بنکو مجله‌ای است که به امورات بانکی و اقتصادی و چاپ و نشر اعلامیه‌های بانکی و اقتصادی می‌پردازد. ماریا همچنین مالک شرکت ماریا معلوف می‌باشد که در زمینه انتشار روزنامه و همین‌طور چاپ و نشر فعال است، این شرکت روزنامه سیاسی لبنانی به اسم «رواد» را روزانه منتشر می‌سازد این روزنامه که تاریخ انتشار آن به ۱۹۳۲ بر می‌گردد تا سال ۲۰۱۱ روزانه منتشر می‌شد ولی از این سال به‌طور موقت هفتگی منتشر می‌گردد، این روزنامه با مصاحبه‌ای که با حبیب الشرتونی که مسئولیت ترور بشیر الجمیل را برعهده داشت و به صورت مخفی زندگی می‌کرد، از دیگر نشریات و روزنامه‌ها متمایز می‌گردد. این روزنامه از سال ۲۰۰۷ به صورت الکترونی و روی اینترنت نیز منتشر گردید، روی اینترنت این روزنامه آخرین اخبار و تحولات لبنان و کشورهای عربی را به صورت خبر فوری پخش می‌کند. ماریا اولین روزنامه‌نگار زن لبنانی است که درخواست دیدار و مصاحبه با اوباما را بعد از انتخاب وی در زمانی که به عنوان یک هیئت از زنان و مردان کارآفرین از نقاط مختلف عالم با وی دیدار داشتند را کرد. ماریا علاوه بر این در تعداد زیادی کنفرانس و سمینار در مورد موضوعات وسایل اعلام جمعی، سیاست و اجتماع شرکت نموده‌است. وی همچنین یک فعال در زمینه حقوق زنان و خانواده و حقوق بشر است و در این رابطه در تعداد زیادی کنفرانس و سمینار نیز شرکت کرده‌است.

## جوایز
ماریا تا به حال به جوایز و مدالهای نیز نائل شده‌است که عبارتند از:
- نشان مجلس کشور پادشاهی عمان
- مدال ایالت مریلند ایالات متحده آمریکا
- مدال روزنامه‌نگاری و گویندگی لبنان
- نشان بزرگداشت از شبیبه رشمیا
- نشان جمعیت ماه انسانیت فلسطین
- نشان مرکز اروپایی – عربی حقوق بشر در تقدیر از تلاش‌های وی در دفاع از آزادی پوشش و حریم شخصی
- نشان بزرگداشت و تکریم از طرف جنبش ملی لبنان «الارز»

## گفتگوها
وی گفتگوهای زیادی با شخصیتهای عربی و بین‌المللی انجام داده‌است منجمله با رئیس دولت بوسنی و هرزه گوین، وزیر امور خارجه اسبق آمریکا مادلین آلبرایت، اندیشمند آمریکایی فرانسیس فوکویاما، مشاور امنیت ملی آمریکا برژینسکی، علاوه بر این در برنامه خودش بنام الرواد (کاوش) با امین الجمیل و وزیر دادگستری اسبق لبنان ابراهیم نجار، همین‌طور شخصیت‌های سیاسی و اقتصادی متعددی از دولت امارات متحده عربی، وزیر ایالت مریلیند، معاون رئیس بالتیمور، معاون نخست‌وزیر عراق طارق الهاشمی و نخست‌وزیر سابق عراق ایاد علاوی.

## زندگی شخصی
ماریا در حال حاضر فقط برنامه الرواد (کاوش) را تهیه و اجرا می‌کند، این برنامه اولین برنامه سیاسی عربی است که روی کانال یوتیوپ الرواد و «وب تی وی» پخش شده‌است.

## تالیفات
- زن در جستجوی وطن
- تاریخ سیاسی خاندان هراوی
- الغای طائفه گرایی سیاسی
- زن تونسی – زمان مبارزه طلبی و رقابت
- المهدی: امامت، خلافت، گواهی، غیبت، انتظار، بازگشت

## برنامه‌های تلویزیونی
- با ماریا معلوف در کانال المحور که در حال حاضر هم اجرا می‌شود.
- بدون رقیب در کانال المتوسط
- با ماریا معلوف در کانال «ان بی ان»
- بدون رقیب در کانال «نیو تی وی»